# Гризеофульвін
Гризеофульвін — природний протигрибковий препарат для перорального та місцевого застосування. Вироблення препарату передбачає використання продуктів життєдіяльності Penicillium griseofulvum. Гризеофульвін уперше виділений у 1939 році із продуктів життєдіяльності грибків роду Penicillium.

## Фармакологічні властивості
Гризеофульвін — природний протигрибковий препарат. Гризеофульвін має переважно фунгістатичний ефект, що пов'язаний з інгібуванням функції мітотичного веретена, в результаті чого порушується синтез ДНК та інгібується поділ грибкових клітин в метафазі. До препарату чутливі грибки родів Trichophyton spp., Microsporum spp., Epidermophyton spp. Інші види патогенних грибків та бактерії нечутливі до дії грізеофульвіну.

### Фармакокінетика
Гризеофульвін добре всмоктується з шлунково-кишкового тракту, біодоступність препарату коливається в залежності від дисперсності його кристалів та властивостей шлунково-кишкового тракту в хворих, та становить від 25 до 90 %, цей відсоток підвищується при вживанні з препаратом жирної їжі. Максимальна концентрація в крові гризеофульвіну досягається протягом 4 годин. Високі концентрації препарату створюються в печінці, жировій клітковині, м'язах; а також у роговому шарі шкіри, нігтях, прикореневій зоні волосся та захищає новоутворений кератин від ураження збудниками мікозів. Цей факт пояснює необхідність тривалого застосування гризеофульвіну, адже повне видужання при застосуванні антибіотика настає після повної заміни інфікованого рогового шару шкіри. Гризеофульвін погано проходить через гематоенцефалічний бар'єр. Гризеофульвін проходить через плацентарний бар'єр та виділяється в грудне молоко. Метаболізується препарат в печінці з утворенням неактивних метаболітів. Виводиться гризеофульвін з організму переважно у вигляді метаболітів переважно нирками, а також із калом. Період напіввиведення препарату складає 24 години, цей час не змінюється при нирковій недостатності, але може змінюватись при печінковій недостатності.

## Показання до застосування
Гризеофульвін рекомендовано при мікозах шкіри, що спричинюють чутливі до препарату грибки (трихофітії, фавусі, мікроспорії волосистої частини голови та гладкої шкіри, епідермофітії шкірних покривів), дерматомікозах стоп та кистей, оніхомікозах.

## Побічна дія
У більшості випадків гризеофульвін добре переноситься, але при тривалому прийманні та у дітей частота побічних ефектів збільшується При застосуванні препарату можливі наступні побічні ефекти:
- Алергічні реакції — часто висипання на шкірі, кропив'янка[4], фотодерматоз, гарячка[6]; рідко набряк Квінке, синдром Стівенса-Джонсона, синдром Лаєлла, вовчакоподібний синдром, грипоподібний синдром.
- З боку травної системи — часто нудота, блювання, болі в животі, діарея, кандидоз ротової порожнини, гепатит, жовтяниця.[3]
- З боку нервової системи — часто головний біль[6]; при тривалому прийомі можуть спостерігатися слабкість, запаморочення, периферична нейропатія, порушення сну, загальмованість, дезорієнтація, депресія, порушення смаку.
- З боку сечостатевої системи — рідко (частіше у дитячому віці) протеїнурія, інтерстиціальний нефрит, порушення менструального циклу.
- З боку опорно-рухового апарату — рідко артралгії, міозити.
- Зміни в лабораторних аналізах — часто анемія, гранулоцитопенія, лейкопенія; нечасто підвищення активності амінотрансфераз у крові.

## Протипоказання
Гризеофульвін протипоказаний при підвищеній чутливості до препарату, вагітності та годуванні грудьми, порфірії, системному червоному вовчаку, вираженій лейкопенії та захворюваннях крові, злоякісних пухлинах, захворюваннях печінки та нирок, дітям до 3-х років.

## Форми випуску
Гризеофульвін випускається у вигляді таблеток по 0,125 та 0,5 г; суспензії для перорального прийому по 125 мг/5 мл та 3 % лініменту для зовнішнього застосування по 30 г.